# 루체른주
루체른주(독일어: Luzern [ˈkantɔn luˈtsɛrn][*], 프랑스어: Lucerne 뤼세른[*])는 스위스의 주이다. 스위스의 중앙에 위치해 있다. 루체른주의 인구(2020년 12월 31일 기준)는 416,347명이다. 2007년 기준으로 외국인은 57,268명으로 전체 인구의 약 15.8%이다. 주의 주도는 루체른이다.

## 역사
루체른주는 조약, 무장 점령 또는 매입을 통해 수도 루체른이 획득한 영토로 구성된다. 최초의 도시는 베기스 (1380년), 로텐부르크, 크린스, 호르브, 젬파흐, 호흐도르프 (1394년 모두), 볼후젠과 엔틀레부흐 (1405년), 루체른 마을의 북동쪽에 있는 소위 ‘합스부르크 지역’이었다. 1406), 빌리자우(1407), 주르제와 베로뮌스터(1415), 말터스(1477), 리트타우(1481), 1803년 히츠키르히와 교환, 메렌쉬반트(1397년 이후 개최)는 포기되었다.

### 선사시대

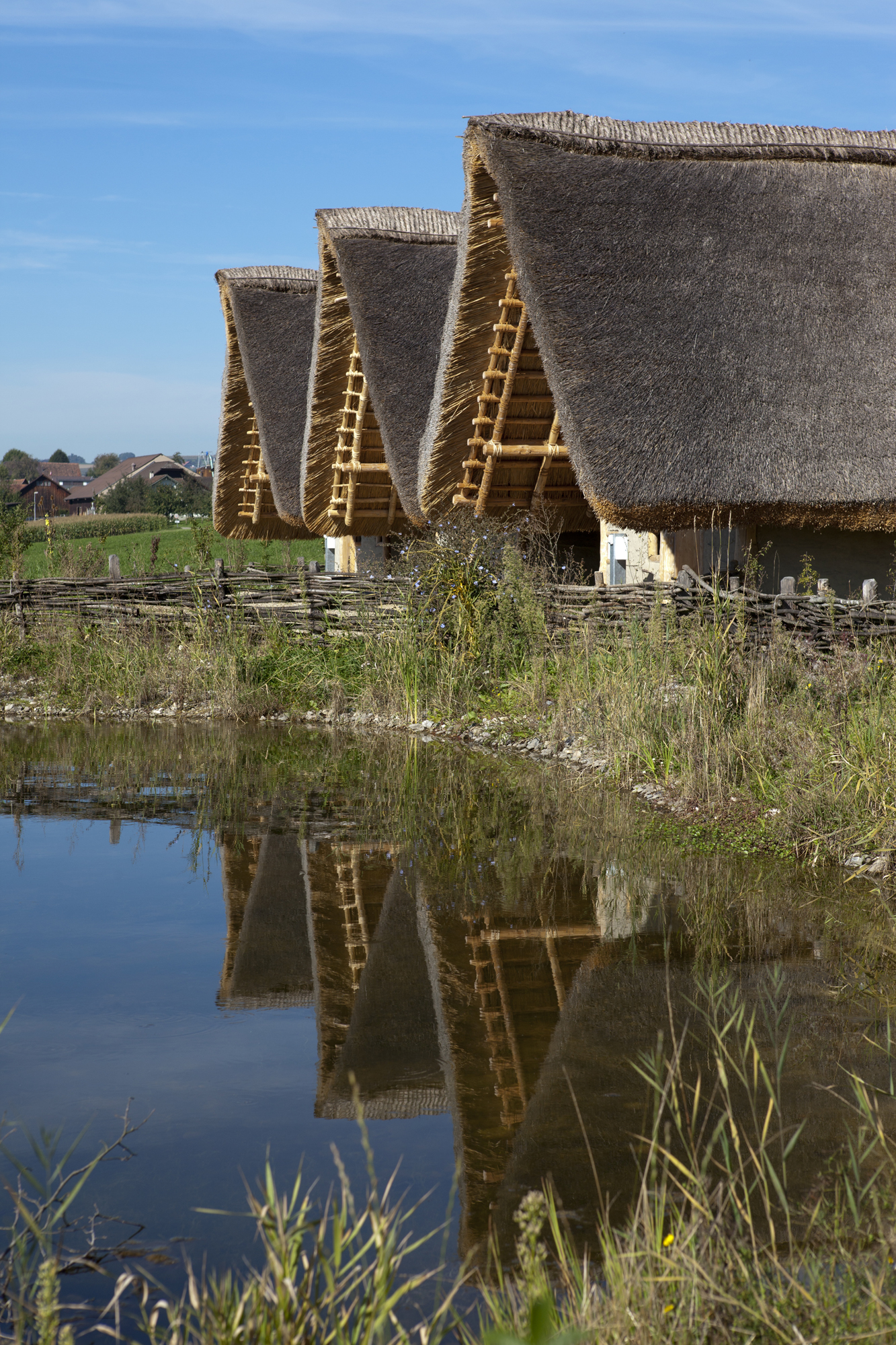
바우빌러무스의 재현된 기둥집

루체른 지역에서 가장 오래된 인류의 흔적은 기원전 30,000년경 구석기 시대 중기부터 리기산의 슈타이겔파드발름 동굴에서 발견된 석조 유물과 동굴곰 뼈이다. 매머드, 순록, 지역 최대 빙하기의 거대한 사슴을 비롯한 다른 동물 뼈도 이 주에서 발견되었다. 기원전 17,000년경 스위스고원에서 빙하가 사라졌고, 그 당시에 재식민화가 일어날 가능성이 있다.
주에서 발견된 최초의 구석기와 중석기 정착지는 바우빌러무스(Wauwilermoos)에 있으며, 이곳은 현재 국가적으로 중요한 스위스 문화유산이다. 그 후 주로 물 바로 근처의 건조한 모래언덕에서 많은 다른 정착지가 발견되었다. 에골츠빌(Egolzwil)의 바우빌러무스에 있는 에골츠빌 3, 히츠키르히의 제마테와 주르제의 할빈젤은 유네스코 세계문화유산인 알프스 주변의 선사시대 말뚝 주거지의 일부이다.
바우빌러무스 주택에는 나무 또는 나무껍질 바닥과 점토 화로가 있다. 마을에는 도자기 그릇과 나무, 뼈, 뿔, 돌, 부싯돌 도구와 직물이 있었다. 구리 도끼날과 칼은 스위스에서 금속을 사용한 최초의 증거이다. 수입 연체동물은 지중해와 무역이 연결되어 있음을 보여준다. 에골츠빌 3의 뼈는 3분의 2 이상이 가축이고 나머지는 야생동물이다. 주요 가축은 양, 염소, 돼지였으며, 가축은 몇 마리밖에 없었다. 사냥한 동물에는 사슴, 노루, 멧돼지와 엘크가 포함되었다.
청동기 시대에 루체른주에는 상당한 정착이 진행되었다. 젬파흐 호수와 발데그 호수 기슭에는 언덕 꼭대기 정착지, 무덤과 이 지역 전역에 흩어져 있는 항목과 함께 여러 정착지가 있었다. 호흐도르프-발데그에서는 청동기 시대 초기(기원전 2200-1500년)의 울타리가 있는 마을이 발견되었다. 단층집에는 모두 점토나 돌로 된 화로가 있었다. 청동기 시대 중기(기원전 1550-1350년) 동안 대부분의 마을은 호숫가에 직접 위치하지 않았다. 젬파흐 호수의 주르제-첼무스에 있는 청동기 시대 후기 정착지는 모르타르를 칠한 돌로 배열된 주택을 특징으로 한다. 벽은 점토로 덮인 목재였다. 쇠츠 마을 근처의 또 다른 청동기 시대 후기 정착지는 기원전 1350년에서 800년 사이에 인구 밀도가 높았다.
수많은 개별 철기 시대 항목이 발견되었지만, 정착촌은 거의 발견되지 않았다. 할슈타트 시대 (기원전 800-480년)부터 주로 무덤이 발견되었다. 루체른의 라텐 시대 (기원전 480-30년)에 대해서는 알려진 바가 거의 없다. 일부 철 도구, 금화, 도자기 그릇 및 유리 팔찌와 함께 적어도 4개의 무덤이 있는 묘지가 발견되었다.
로마 시대에 주는 다시 한 번 두터운 정착을 이루었다. 남북으로 흐르는 계곡(비거, 주흐레, 비나 및 제 계곡)에 다수의 농장이 건설되었다. 서기 1세기 동안 농장은 빈도니사의 군단 캠프와 스위스고원에 위치한 대규모 정착촌에 식량을 제공했다.
1세기 말경에는 주르제에 비쿠스가 있었다. 가옥의 유적은 마을에 많은 작은 상점과 제조 건물이 있음을 보여준다. 주흐의 서쪽 제방은 석재 슬립으로 요새화되었으며, 배나 뗏목 정박지로 사용되었을 수 있다. 로마 제국의 다양한 지역(스페인 남부, 이탈리아 남부, 리파리, 갈리아 남부 및 동부, 게르만 지역)으로부터의 수입은 광범위한 무역 관계의 증거를 제공한다. 주르제는 아마도 전체 알프스 지역과의 무역을 위한 화물 허브였을 것이다.

### 중세초기

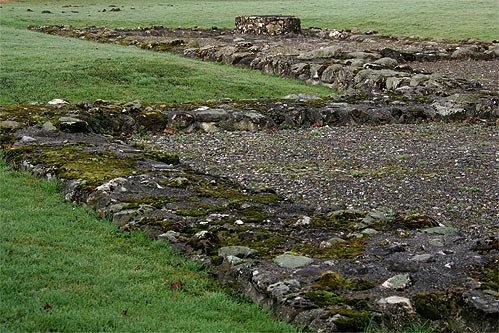
주르제의 중세 초기 교회 유적

로마 제국이 멸망한 후 로마 정착지에서 멀리 떨어진 알레만니족이 루체른주에 정착했다. 일부 예외로는 뷔론의 로마 저택과 주르제의 로마 마을이 있다. 에쉬에서 알레만니족 묘지가 발견되었으며, 7세기 이전의 나무관이 있는 무덤이 61개 있다. 여자 무덤에는 유리와 호박 구슬이 달린 목걸이가 있었고, 남자 무덤에서는 칼이 발견되었다. 벨트 버클과 작은 철 칼이 남녀의 무덤에서 발견되었다. 남부 알파인 지역, 남부 독일 및 부르고뉴의 일부 품목은 무역이 계속되었음을 나타낸다.
알티쇼펜 교회에서 다중 매장에 사용된 두 개의 중세 초기 석관묘가 발견되었다. 베로뮌스터 수도원의 보고에는 아마도 이탈리아 북부에서 온 것으로 추정되는 도금된 구리판 등의 화려한 7세기 유물이 있다.

### 루체른의 성립
루체른은 알자스의 무르바흐 수도원에 의해 약 750년에 로이스강의 오른쪽 강둑에 설립된 베네딕토회 수도원 주변에서 자랐다. 이 수도원은 오랫동안 "작은 수도원"로 남아 있었다. 840년의 헌장에서 Luciaria라는 이름으로 처음 언급되었으며, 이는 아마도 수도원의 수호성인인 성 레오데가에서 유래했을 것이다. Lucerrun이라는 이름은 1252년에 처음 언급되었다. 어느 시점에서 수도원 주변에 작은 마을이 생겼다. 시 헌법의 첫 징후는 1252년에 나타난다.
이 지역에서 합스부르크 왕가의 세력이 커지면서 루체른과 무르바흐를 묶는 유대가 약화되었다. 1291년 합스부르크 왕가는 마침내 무르바흐로부터 루체른을 매입했다. 합스부르크 왕가가 루체른을 매입하면서, 삼림주(우리, 슈비츠, 운터발덴)는 스위스의 기초로 여겨지는 영원한 동맹을 결성했다. 1332년에 루체른은 아이드게노센(Eidgenossen) 또는 구스위스 연방의 네 번째 회원이 되었으며, 농촌 산림주에 합류한 최초의 도시가 되었다.

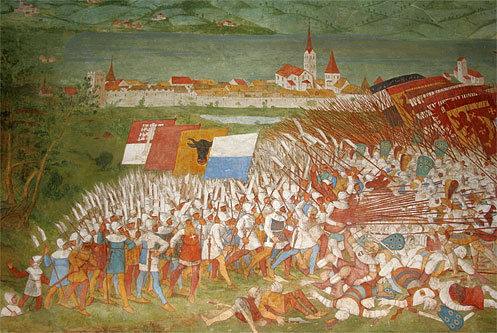
젬파흐 전투는 스위스 연방에 루체른의 입지를 굳혔다

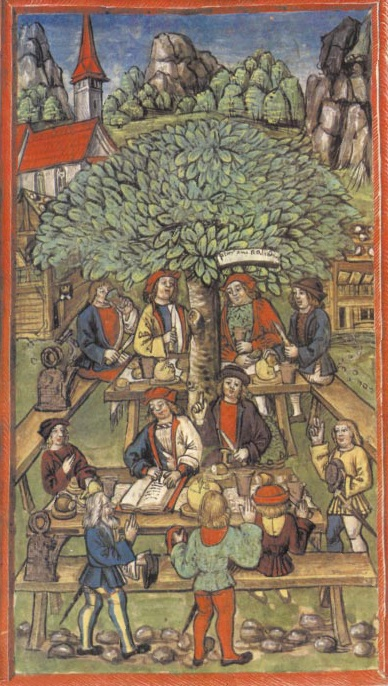
암스탈덴한델, 스위스 루체른주의 역사에서 일어난 사건

젬파흐 근처의 젬파흐 전투(1386년)(동맹군은 8년 동안 주의 일부가 되지는 않았지만)는 합스부르크가를 지역에서 몰아내고 연방을 강화했다. 그 승리는 또한 마을이 다스리는 영토와 그 마을에서 점차적으로 영토를 획득하게 되었다.
루체른주의 엔틀레부흐 계곡에 있는 부유한 여관주인 슈프하임인 암스탈덴은 루체른에 대한 계획된 반란의 지도자였다. 도시의 권력을 제한하려는 계획에서 이웃 옵발덴주의 관리들은 지원을 약속했다. 계획된 쿠데타를 일으키기도 전에 음모가 감지되었다. 1478년 8월 24일 암스탈덴은 체포되어 고문과 심문을 받았고, 1478년 11월 마침내 참수되었다.
이 사건은 구스위스 연방의 농촌 및 도시 지역 간의 불신을 더욱 키웠고, 1481년 구스위스 연방의 중요한 연합 조약인 슈탄저 베르콤니스가 체결된 이유 중 하나였다.
종교개혁 기간 동안 루체른은 로마 카톨릭에 계속 집착했으며, 그 이후로 루체른은 스위스에서 가장 큰 요새였다. 교황 대사는 1601년부터 1873년까지 이곳에 거주했다. 16세기, 근대 초기에 도시 정부는 귀족 과두정의 손에 넘어갔고, 1653년 엔틀레부흐에서 일어난 스위스 농민 전쟁으로 흔들렸지만, 그 권력은 지속되었다. 프랑스가 지원하는 헬베티아 공화국 (1798-1803)에서 루체른은 중앙 정부의 소재지였다. 공화국이 무너졌을 때, 중재법 (1803)에 따라 그것은 6개의 주와 복원 기간 (1815년부터 1848년까지) 동안 그것은 세 개의 지배주 중 하나였다.
귀족 정부는 1831년의 주 헌법에 의해 휩쓸려 버렸다. 그러나 1841년에 보수당이 권력을 되찾았다. 그들은 이전 급진 정부에 의해 추방된 예수회를 주립 학교 시스템을 이끌도록 재빨리 상기시켰다. 뒤이은 폭동으로 인해 존더분트 전쟁(Sonderbund War, 1847)이 발생하여 보수당이 패배했고, 결정적인 전투는 루체른에서 멀지 않은 기시콘(Gisikon)에서 벌어졌다.

## 지리
루체른주는 중부 스위스의 일부이다. 주의 땅은 스위스 알프스(Urner Alps)의 북쪽 기슭에 있다. 루체른주의 가장 높은 고도는 2,350m의 브리엔처 로트호른에 있다. 남쪽으로는 옵발덴주와 니드발덴주, 동쪽으로는 슈비츠주와 추크주, 북쪽으로는 아르가우주, 서쪽으로는 베른주와 접한다. 그 영토는 다음을 포함하여 14세기와 15세기에 루체른시가 획득한 대상 영토에 해당한다. 루체른 호수의 강 ; 루터베르그 언덕을 따라 루체른과 호나우 사이에 있는 로이스강의 스트레치(추크 호수와 마이어스카펠 지자체 지역 연결); 클라이네 에메 분지 (지류 엔틀레 및 륌리크 포함); 나프와 린덴베르크 사이의 아레강 지류 (서쪽에서 동쪽으로) 비거, 주흐 (젬파흐 호수), 비나, 아바흐(할빌 호수, 발데그 호수); 루체른 호수를 가로질러 물로만 연결된 두 지역: 뷔르겐슈토크의 북쪽 경사면(루체른 자치제의 일부)과 리기산의 서쪽 및 남서쪽 경사면에 있는 그레펜, 베기스 및 핀츠나우 자치제.
주의 면적은 1,493k㎡이다. 총 토지 면적의 약 55%인 817.7k㎡가 농업에 사용된다. 추가로 449.0k㎡(약 30%)가 숲으로 둘러싸여 있다. 나머지 주은 125.3k㎡(8.4%) 또는 비생산적(호수, 강 또는 산), 101.5k㎡(6.8%)로 개발되었다.

## 정치적 구분
루체른주는 6개의 구(선거구)로 나뉜다.
- 엔틀레부흐 (Entlebuch)
- 호흐도르프 (Hochdorf)
- 루체른-란트 (Luzern-Land)

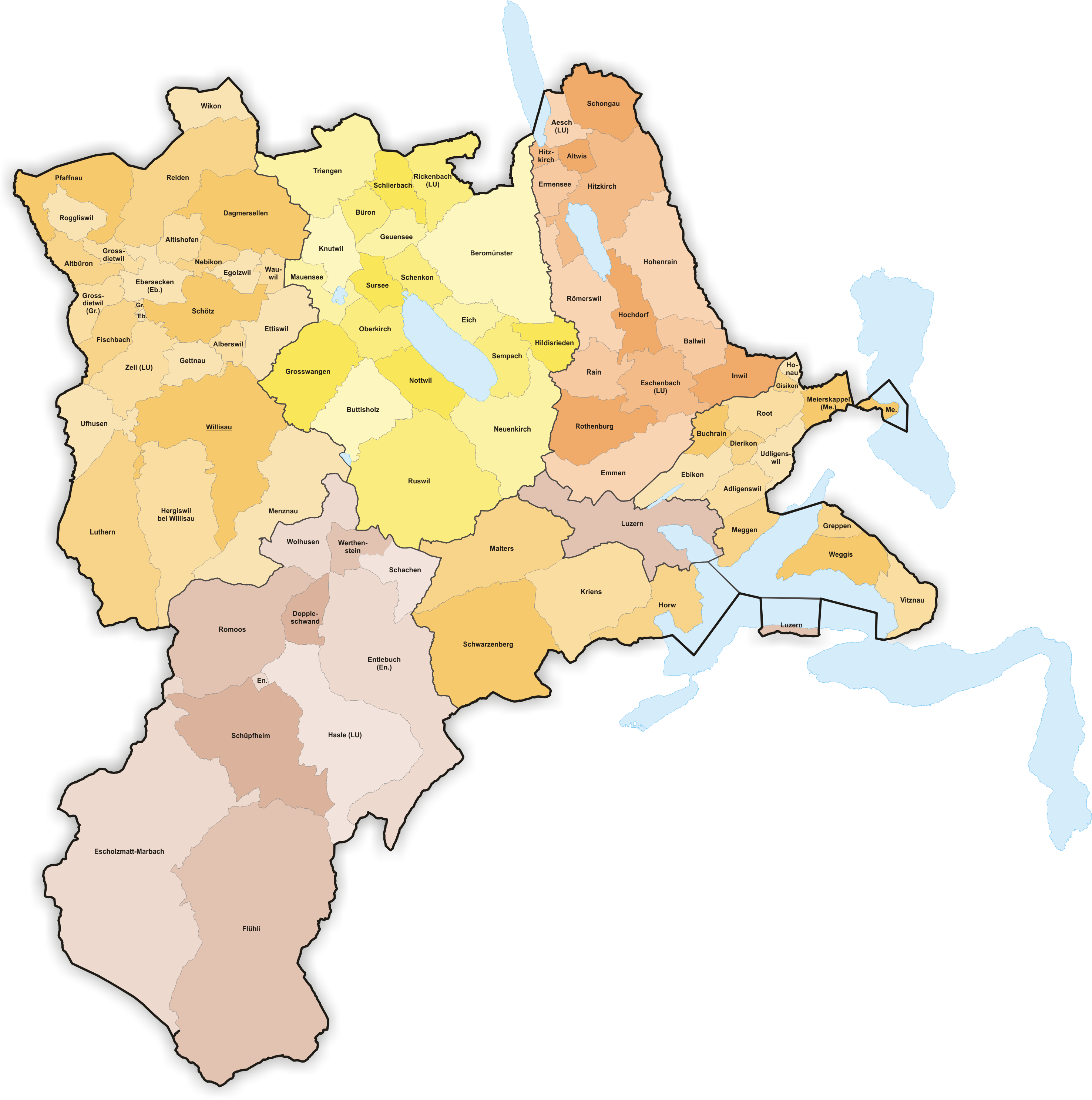
구와 지방 자치체(2013년 기준)

- 루체른-슈타트 (Luzern-Stadt)
- 주르제 (Sursee)
- 빌리자우 (Willisau)

2007년 이전에는 지구를 엠터(Ämter)라고 불렀다. 2013년까지 5개의 구가 있었는데, 루체른구는 루체른-란트구와 루체른-슈타트구로 분할되었으며, 후자는 루체른 고유 시(리트타우 포함, 2010년 루체른에 통합)에 해당한다.
2016년 기준, 주에는 83개의 지방 자치체가 있다.

## 인구통계
루체른의 인구(2020년 12월 기준)는 416,347명이다. 2013년 기준으로 인구의 18.1%가 거주 외국인이며, 그중 15.5%가 유럽, 1.4%가 아시아, 0.7%가 아프리카, 0.5%가 미국이다. 지난 10년(2000-2010년) 동안 인구는 -0.4%의 비율로 변화했다. 이민은 -1.2%, 출생 및 사망은 1.3%를 차지했다.
2010년 기준, 인구 대부분인 91%가 독일어를 모국어로 사용했고, 세르비아-크로아티아어, 이탈리아어, 알바니아어와 영어가 두 번째로 많이 사용되는 언어(3%)이고 포르투갈어와 프랑스어가 각각 2%씩 그 뒤를 잇는다. 스페인어는 1%이다.
루체른주 인구 중 115,233명(약 32.9%)이 루체른에서 태어나 2000년에 그곳에 살았다. 같은 주에서 태어난 101,980명(29.1%)이 있었고, 스위스 다른 곳에서 태어난 66,486명(19.0%), 55,314명(55,314명)이 루체른에서 태어났다. 또는 15.8%가 스위스 밖에서 태어났다. 2000년 기준으로 아동·청소년(0~19세)이 25%, 성인(20~64세)이 58.6%, 노인(64세 이상)이 16.4%를 차지하고 있다.
2000년 기준으로 미혼이며, 미혼인 사람은 158,345명이다. 기혼자는 159,152명, 과부 또는 홀아비는 18,853명, 이혼한 사람은 14,154명이었다.
2000년 기준으로 주에는 13,430개의 개인 가구가 있고 가구당 평균 2.5명의 사람이 있다. 1인 가구는 4만 7012가구, 5인 이상 가구는 1만 2952가구였다. 2009년 기준 신규주택 건설률은 인구 1000명당 4.7세대이다.
2003년 기준으로 루체른 시의 평균 아파트 임대료는 월 1150.31 스위스 프랑 (CHF)이었다(2003년부터 US$920, £520, €740 약 환율). 원룸 아파트의 평균 가격은 646.07 CHF(US$520, £290, €410)였고, 투룸 아파트는 약 879.64 CHF(US$700, £400, €560), 1033.60 CHF(US$830, £470, €660) 및 6개 이상의 방 아파트 비용은 평균 2032.38 CHF(US$1630, £910, €1300)이다. 루체른의 평균 아파트 가격은 전국 평균 1116CHF의 103.1%였다. 2010년 주 공실률은 0.77%였다.
가장 큰 인구 중심지는 루체른, 에멘과 크리엔스이다.

### 과거 인구 자료
역사적 인구는 다음 차트에 나와 있다.
| 루체른주의 과거 인구통계, 1850–2000 | 루체른주의 과거 인구통계, 1850–2000 | 루체른주의 과거 인구통계, 1850–2000 | 루체른주의 과거 인구통계, 1850–2000 | 루체른주의 과거 인구통계, 1850–2000 | 루체른주의 과거 인구통계, 1850–2000 | 루체른주의 과거 인구통계, 1850–2000 | 루체른주의 과거 인구통계, 1850–2000 | 루체른주의 과거 인구통계, 1850–2000 | 루체른주의 과거 인구통계, 1850–2000 |
| ----------------------------------- | ----------------------------------- | ----------------------------------- | ----------------------------------- | ----------------------------------- | ----------------------------------- | ----------------------------------- | ----------------------------------- | ----------------------------------- | ----------------------------------- |
| 년도                                | 1850                                | 1880                                | 1900                                | 1950                                | 1970                                | 2000                                |                                     |                                     |                                     |
| 인구                                | 132,843                             | 134,708                             | 146,519                             | 223,249                             | 289,641                             | 350,504                             |                                     |                                     |                                     |
| 전체 스위스 인구 비율               | 5.6%                                | 4.8%                                | 4.4%                                | 4.7%                                | 4.6%                                | 4.8%                                |                                     |                                     |                                     |
| 언어                                |                                     |                                     |                                     |                                     |                                     |                                     |                                     |                                     |                                     |
| 독일어                              |                                     | 134,155                             | 143,337                             | 216,647                             | 263,310                             | 311,543                             |                                     |                                     |                                     |
| 이태리어                            |                                     | 294                                 | 2,204                               | 3,587                               | 15,635                              | 6,801                               |                                     |                                     |                                     |
| 프랑스어                            |                                     | 302                                 | 747                                 | 2,150                               | 2,015                               | 2,053                               |                                     |                                     |                                     |
| 로만슈어                            |                                     | 5                                   | 64                                  | 338                                 | 525                                 | 388                                 |                                     |                                     |                                     |
| 기타                                |                                     | 50                                  | 167                                 | 527                                 | 8,156                               | 29,719                              |                                     |                                     |                                     |
| 종교                                |                                     |                                     |                                     |                                     |                                     |                                     |                                     |                                     |                                     |
| 가톨릭                              | 131,280                             | 129,172                             | 134,020                             | 189,917                             | 246,888                             | 248,545                             |                                     |                                     |                                     |
| 개신교                              | 1,563                               | 5,419                               | 12,085                              | 30,396                              | 38,639                              | 42,926                              |                                     |                                     |                                     |
| 크리스찬 가톨릭 교회                |                                     |                                     |                                     | 1,129                               | 741                                 | 471                                 |                                     |                                     |                                     |
| Other                               |                                     | 215                                 | 414                                 | 1,807                               | 3,373                               | 58,562                              |                                     |                                     |                                     |
| 기타, 유대인                        |                                     | 152                                 | 319                                 | 497                                 | 563                                 | 399                                 |                                     |                                     |                                     |
| 기타, 이슬람                        |                                     |                                     |                                     |                                     | 372                                 | 13,227                              |                                     |                                     |                                     |
| 기타, 무교                          |                                     |                                     |                                     |                                     | 1,672                               | 20,681                              |                                     |                                     |                                     |
| 국적                                |                                     |                                     |                                     |                                     |                                     |                                     |                                     |                                     |                                     |
| 스위스인                            | 132,252                             | 132,583                             | 140,176                             | 216,600                             | 259,498                             | 294,709                             |                                     |                                     |                                     |
| 외국인                              | 591                                 | 2,223                               | 6,343                               | 6,649                               | 30,143                              | 55,795                              |                                     |                                     |                                     |
| 출처:                               |                                     |                                     |                                     |                                     |                                     |                                     |                                     |                                     |                                     |
| 비고 1. 2.                          |                                     |                                     |                                     |                                     |                                     |                                     |                                     |                                     |                                     |

## 경제

필라투스에서 본 루체른과 루체른 호수

주의 토지 대부분은 농업에 사용된다. 농업은 가장 중요한 수입원이지만, 산업도 발전한다. 가장 중요한 농산물은 작물, 과일 및 가축 사육이다. 산업은 섬유, 기계, 종이, 목재, 담배 및 야금 제품에 집중되어 있다.
관광은 매우 중요하다. 루체른주는 인근 알프스의 휴양지로 가는 관문이며, 독일과 이탈리아 사이의 많은 교통량이 이 지역을 가로지른다.
2010년 기준, 루체른의 실업률은 1.4%였다. 2008년 기준으로 1차 경제 부문에 1,764명이 고용되었고, 이 부문에 관련된 약 703개의 기업이 있다. 5,388명이 2차 부문에 고용되었고, 이 부문에 324개의 기업이 있었다. 9,431명이 3차 부문에 고용되었으며, 이 부문에 1,113개의 기업이 있다.
2008년에 정규직에 상응하는 총 일자리 수는 160,133개였다. 1차 부문의 일자리 수는 9,608개였으며, 그중 농업 9,462개, 임업 또는 목재 생산 119개, 어업 또는 어업 27개였다. 2차 부문의 일자리 수는 48,191개였으며, 그중 31,698개(65.8%)가 제조업, 142개(0.3%)가 광업, 14,990개(31.1%)가 건설에 종사했다. 3차 부문의 일자리는 102,334개였다. 3차 부문에서; 25,105(24.5%)는 자동차 판매 또는 수리, 8,182(8,182 또는 8.0%)는 물품의 이동 및 보관, 8,146(8.0%)은 호텔 또는 레스토랑, 3,835(3.7%)는 정보 산업, 7,000(7,000) 또는 6.8%는 보험 또는 금융업, 10,979명(10.7%)은 기술 전문가 또는 과학자, 8,111명(7.9%)은 교육, 15,924명(15.6%)은 의료 분야였다.
근로 인구의 12.1%는 대중교통을 이용해 출근했고, 48.5%는 자가용을 이용했다.

## 종교
2000년 인구 조사에 따르면 248,545명(70.9%)이 로마 가톨릭 신자이고 39,426명(11.2%)이 스위스 개혁 교회에 속해 있다. 나머지 인구 중 정교회 교인은 7,801명(인구의 2.23%), 크리스찬 가톨릭 교회 교인은 471명(인구의 0.13%), 7,564명(인구의 0.13%)이 있었다. 또는 인구의 2.16%)가 다른 기독교 교회에 속해 있다. 유대인은 399명(인구의 0.11%)이었고, 이슬람교는 13,227명(인구의 3.77%)이었다. 불교는 875명, 힌두교는 1,715명이었다. 다른 교회에 속한 293명. 20,681명(인구의 5.90%)은 무교, 불가지론 또는 무신론자이며, 13,007명(인구의 3.71%)이 질문에 대답하지 않았다.

## 교육
루체른에서는 인구의 약 127,331명(36.3%)이 의무사항이 아닌 고등교육을 이수했으며, 42,391명(12.1%)이 추가 고등교육 (대학 또는 응용학문대학)을 마쳤다. 고등교육을 마친 42,391명 중 65.0%가 스위스 남성, 23.6%가 스위스 여성, 7.0%가 비스위스계 남성, 4.4%가 비스위스계 여성이었다.
고등 교육 기관에는 루체른 및 호르브에 캠퍼스가 있는 루체른 응용과학 대학이 포함된다.